# Chris Terry
Chris Terry (* 7. April 1989 in Brampton, Ontario) ist ein kanadischer Eishockeyspieler, der seit Oktober 2024 erneut bei den Bridgeport Islanders aus der American Hockey League (AHL) unter Vertrag steht und dort auf der Position des linken Flügelstürmers spielt.

## Karriere

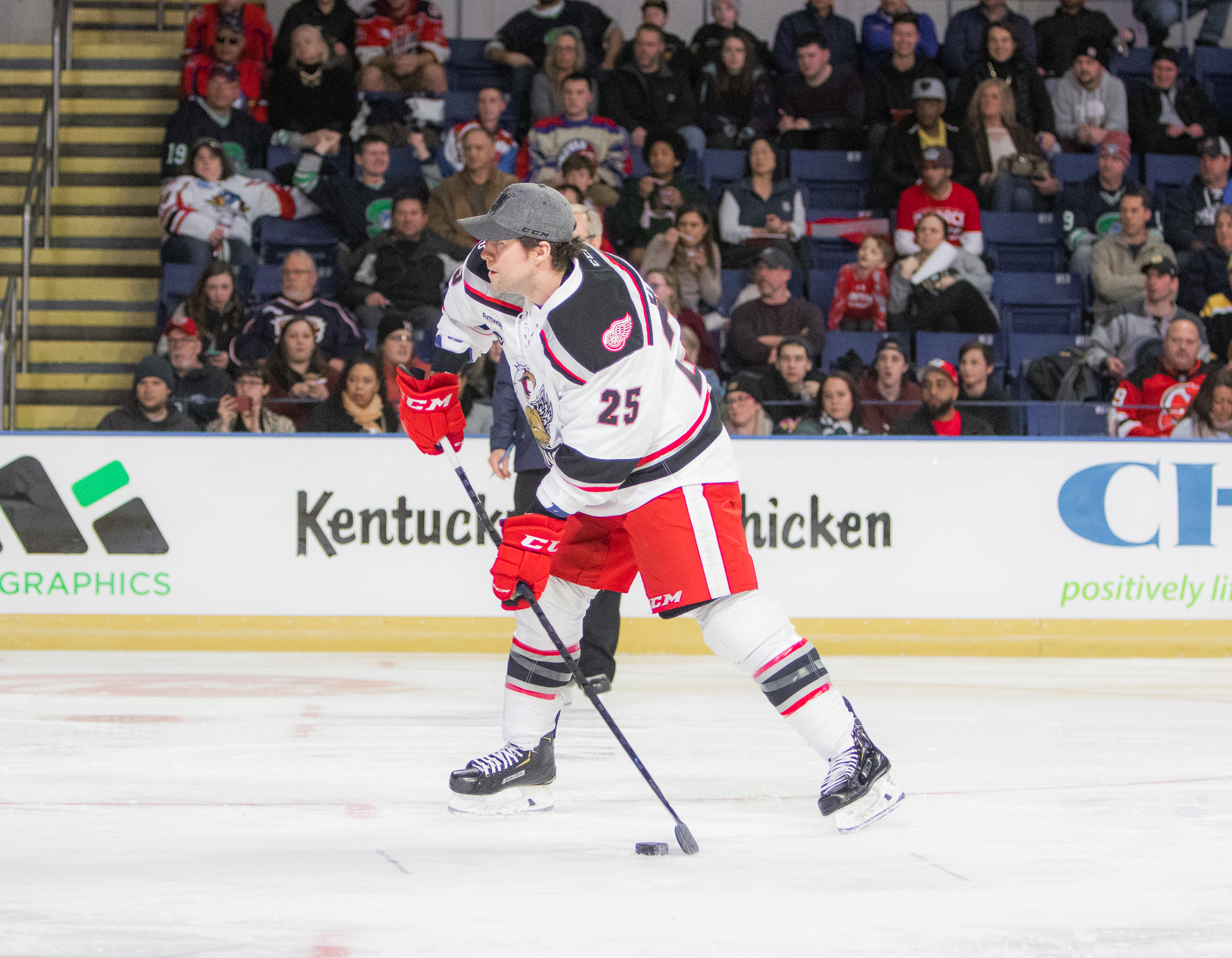
Terry im Trikot der Grand Rapids Griffins (2019)

Terry begann seine Karriere bei den Markham Islanders in der lokalen kanadischen Juniorenliga Greater Toronto Minor Midget Hockey League, wo er in insgesamt zwei Spielzeiten auf dem Eis stand. Zwischen 2005 und 2009 stand er für die Plymouth Whalers in der Ontario Hockey League auf dem Eis, wo er die Mannschaft in den Spielzeiten 2007/08 und 2008/09 als Mannschaftskapitän führte und in dieser Funktion im Jahr 2009 die Mickey Renaud Captain’s Trophy erhielt. Der Kanadier konnte sich während seiner Station bei den Whalers als offensivstarker Angreifer mit teils sehr guten Scoringwerten empfehlen, sodass er im Mai 2009 einen Vertrag bei der Organisation Carolina Hurricanes aus der National Hockey League, welche sich zuvor im Rahmen des NHL Entry Draft 2007 die Transferrechte am Spieler gesichert hatten, bekam. In den folgenden zwei Jahren kam Terry zunächst beim Farmteam Albany River Rats, welche ab der Saison 2009/10 durch die Charlotte Checkers ersetzt wurden, in der American Hockey League zum Einsatz.
In der Spielzeit 2011/12 gab Terry sein Debüt für die Hurricanes in der höchsten Spielklasse Amerikas, verbrachte aber mit Ausnahme von drei Einsätzen den Großteil der Saison bei den Checkers in der AHL. Im folgenden Jahr erfolgten weitere zehn Partien im Trikot von Carolina, ehe der Linksschütze seit der Saison 2014/15 ein fester Bestandteil des NHL-Kaders der Hurricanes ist und sein Vertrag im Sommer 2015 um ein weiteres Jahr verlängert wurde. Im Anschluss schloss er sich als Free Agent den Canadiens de Montréal an. Diese setzten den Angreifer allerdings hauptsächlich in der AHL bei den St. John’s IceCaps ein, wo Terry am Ende der Saison 2016/17 ins AHL Second All-Star Team gewählt wurde. Im Folgejahr führte er im Trikot des neuen Farmteams, den Rocket de Laval, gar die gesamte Liga in Scorerpunkten (71) an und wurde daher mit der John B. Sollenberger Trophy ausgezeichnet sowie ins AHL First All-Star Team gewählt. Dennoch wurde sein auslaufender Vertrag in Montréal nicht verlängert, sodass er im Juli 2018 als Free Agent zu den Detroit Red Wings wechselte. Dort stand er zwei Jahre im Kader des AHL-Farmteams, der Grand Rapids Griffins, ehe sein auslaufender Vertrag nach der Spielzeit 2019/20 nicht verlängert wurde.
In der Folge verließ Terry im Dezember 2020 erstmals Nordamerika, indem er sich Torpedo Nischni Nowgorod aus der Kontinentalen Hockey-Liga (KHL) anschloss. Dort absolvierte er bis zum Saisonende 23 Spiele, kehrte aber im August 2021 wieder nach Nordamerika zurück. Dort unterschrieb er einen Vertrag bei den Bridgeport Islanders aus der AHL und verbrachte dort die folgenden zwei Spielzeiten. Nach einem einjährigen Gastspiel beim Ligakonkurrenten Chicago Wolves kehrte Terry im Oktober 2024 zu den Islanders zurück.

## Erfolge und Auszeichnungen
| - 2009 Mickey Renaud Captain’s Trophy - 2009 Dan Snyder Memorial Trophy - 2009 OHL Third All-Star Team - 2012 Teilnahme am AHL All-Star Classic - 2017 Teilnahme am AHL All-Star Classic - 2017 AHL Second All-Star Team | - 2018 Teilnahme am AHL All-Star Classic - 2018 John B. Sollenberger Trophy - 2018 AHL First All-Star Team - 2019 Teilnahme am AHL All-Star Classic - 2020 Teilnahme am AHL All-Star Classic |

## Karrierestatistik
Stand: Ende der Saison 2023/24

### International
Vertrat Kanada bei:
- World U-17 Hockey Challenge 2006

(Legende zur Spielerstatistik: Sp oder GP = absolvierte Spiele; T oder G = erzielte Tore; V oder A = erzielte Assists; Pkt oder Pts = erzielte Scorerpunkte; SM oder PIM = erhaltene Strafminuten; +/− = Plus/Minus-Bilanz; PP = erzielte Überzahltore; SH = erzielte Unterzahltore; GW = erzielte Siegtore; 1 Play-downs/Relegation; Kursiv: Statistik nicht vollständig)